# Дейтленд (Аризона)
Дейтленд (англ. Dateland) — переписна місцевість (CDP) в США, в окрузі Юма штату Аризона. Населення — 257 осіб (2020).

## Географія
Дейтленд розташований за координатами 32°49′15″ пн. ш. 113°32′31″ зх. д. / 32.82083° пн. ш. 113.54194° зх. д. (32.820909, -113.541836).  За даними Бюро перепису населення США в 2010 році переписна місцевість мала площу 57,21 км², уся площа — суходіл.

### Клімат
| Клімат : Дейтленд       | Клімат : Дейтленд | Клімат : Дейтленд | Клімат : Дейтленд | Клімат : Дейтленд | Клімат : Дейтленд | Клімат : Дейтленд | Клімат : Дейтленд | Клімат : Дейтленд | Клімат : Дейтленд | Клімат : Дейтленд | Клімат : Дейтленд | Клімат : Дейтленд | Клімат : Дейтленд |
| Показник                | Січ.              | Лют.              | Бер.              | Квіт.             | Трав.             | Черв.             | Лип.              | Серп.             | Вер.              | Жовт.             | Лист.             | Груд.             | Рік               |
| Абсолютний максимум, °C | 31,1              | 34,4              | 37,8              | 41,1              | 46,1              | 48,9              | 50,0              | 48,9              | 45,6              | 42,2              | 37,2              | 31,7              | 50,0              |
| Середній максимум, °C   | 20,6              | 22,8              | 26,1              | 30,0              | 35,0              | 39,4              | 41,1              | 40,6              | 38,3              | 31,7              | 25,6              | 20,0              | 31,0              |
| Середня температура, °C | 12,8              | 14,4              | 17,2              | 20,6              | 25,0              | 29,4              | 32,8              | 32,8              | 29,4              | 22,8              | 16,7              | 12,2              | 22,2              |
| Середній мінімум, °C    | 5,0               | 6,1               | 8,3               | 11,1              | 14,4              | 18,9              | 23,9              | 24,4              | 20,6              | 13,9              | 7,8               | 3,9               | 13,2              |
| Абсолютний мінімум, °C  | −5,6              | −3,9              | −1,1              | 0,0               | 2,2               | 9,4               | 12,2              | 12,8              | 9,4               | 1,7               | −3,9              | −8,3              | −8,3              |
| Норма опадів, мм        | 18                | 13                | 10                | 5                 | 0                 | 0                 | 10                | 15                | 13                | 10                | 10                | 18                | 122               |
| ----------------------- | ----------------- | ----------------- | ----------------- | ----------------- | ----------------- | ----------------- | ----------------- | ----------------- | ----------------- | ----------------- | ----------------- | ----------------- | ----------------- |
| Джерело:                |                   |                   |                   |                   |                   |                   |                   |                   |                   |                   |                   |                   |                   |

## Демографія
Згідно з переписом 2010 року, у переписній місцевості мешкало 416 осіб у 148 домогосподарствах у складі 103 родин. Густота населення становила 7 осіб/км².  Було 221 помешкання (4/км²).
Расовий склад населення:
| - 72,4 % — білих - 0,2 % — азіатів - 24,5 % — осіб інших рас |

До двох чи більше рас належало 2,9 %. Частка іспаномовних становила 59,4 % від усіх жителів.
За віковим діапазоном населення розподілялося таким чином: 26,2 % — особи молодші 18 років, 57,7 % — особи у віці 18—64 років, 16,1 % — особи у віці 65 років та старші. Медіана віку мешканця становила 42,3 року. На 100 осіб жіночої статі у переписній місцевості припадало 112,2 чоловіків;  на 100 жінок у віці від 18 років та старших — 104,7 чоловіків також старших 18 років.
Середній дохід на одне домашнє господарство  становив 50 471 долар США (медіана — 45 417), а середній дохід на одну сім'ю — 58 502 долари (медіана — 48 333). За межею бідності перебувало 13,7 % осіб, у тому числі 20,4 % дітей у віці до 18 років та 9,7 % осіб у віці 65 років та старших.
Цивільне працевлаштоване населення становило 131 осіб. Основні галузі зайнятості: освіта, охорона здоров'я та соціальна допомога — 25,2 %, роздрібна торгівля — 24,4 %, науковці, спеціалісти, менеджери — 8,4 %, виробництво — 8,4 %.